# Molière de la création visuelle
Le Molière de la création visuelle récompense la performance de la meilleure création visuelle depuis la 26e cérémonie de 2014.

## Molière de la création visuelle
- 2014 : Tabac rouge de et mise en scène James Thierrée (James Thierrée, Victoria Thierrée-Chaplin)
  - Le Cercle des illusionnistes de et mise en scène Alexis Michalik (Olivier Roset, Marion Rebmann, Pascal Sautelet)
  - Mangez-le si vous voulez de Jean Teulé, mise en scène Jean-Christophe Dollé et Clotilde Morgiève (Adeline Caron, Nicolas Brisset, Caroline Gicquel)
  - Ne m’oublie pas – Forget me not de Josué de Castro et Philippe Genty, mise en scène Mary Underwood (Charline Beauce, Martin Rezard, Philippe Genty, Thierry Capéran)

- 2015 : Le Bal des vampires, décors William Dudley, costumes Sue Blane, lumière Hugh Vanstone
  - Les Particules élémentaires, scénographie Julien Gosselin, costumes Caroline Tavernier, lumière Nicolas Joubert
  - La Réunification des deux Corées, scénographie et lumière Éric Soyer, costumes Isabelle Deffin
  - Le Système, décors Bernard Fau et Citronelle Dufay, costumes Jean-Daniel Vuillermoz, lumière Laurent Béal

- 2016 : Vingt mille lieues sous les mers, décors et costumes Éric Ruf, lumière Pascal Laajili
  - Fleur de cactus, décors Bernard Fau, costumes David Belugou, lumière Joël Fabing
  - La Dame blanche, décors Juliette Azzopardi, costumes Pauline Zurini, lumière Philippe Lacombe, masques Marion Even
  - Un certain Charles Spencer Chaplin, décors Jean Haas, costumes Jean-Daniel Vuillermoz, lumière Franck Thévenon

- 2017 : Les Damnés d'après Luchino Visconti, Nicola Badalucco, Enrico Medioli, mise en scène Ivo van Hove, Comédie-Française, scénographie et lumières Jan Versweyveld, costumes An D'Huys
  - Edmond d'Alexis Michalik, mise en scène Alexis Michalik, théâtre du Palais-Royal, décors Juliette Azzopardi, costumes Marion Rebmann, lumières Arnaud Jung
  - La Garçonnière de Billy Wilder et I.A.L. Diamond, adaptation Gérald Sibleyras, Judith Elmaleh, mise en scène José Paul, théâtre de Paris, décors Édouard Laug, costumes Brigitte Faur-Perdigou, lumières Laurent Béal
  - La grenouille avait raison de James Thierrée, mise en scène James Thierrée, Compagnie du Hanneton, scénographie James Thierrée, costumes Pascaline Chavanne, lumières Alex Hardellet et James Thierrée

- 2018 : Cendrillon, de Joël Pommerat, mise en scène Joël Pommerat, théâtre de la Porte-Saint-Martin. Scénographie : Éric Soyer, costumes : Isabelle Deffin, lumière : Éric Soyer, vidéo : Renaud Rubiano
  - Saigon, de Caroline Guiela Nguyen, mise en scène Caroline Guiela Nguyen, Les Hommes approximatifs. Scénographie : Alice Duchange, costumes : Benjamin Moreau, lumière : Jérémie Papin
  - Le Tartuffe, de Molière, mise en scène Michel Fau, théâtre de la Porte-Saint-Martin. Décors : Emmanuel Charles, costumes : Christian Lacroix, lumière : Joël Fabing
  - Une Chambre en Inde, création collective du théâtre du Soleil, mise en scène Ariane Mnouchkine, théâtre du Soleil. Décors : Ariane Mnouchkine, Benjamin Bottinelli-Hahn, David Buizard, Kaveh Kishipour, Elena Antsiferova et Anne-Lise Galavielle, costumes : Marie-Hélène Bouvet, Nathalie Thomas et Annie Tran, lumière : Virginie Le Coënt, Lila Meynard, Elsa Revol et Geoffroy Adragna

- 2019 : Chapitre XIII, de Sébastien Azzopardi et Sacha Danino, mise en scène Sébastien Azzopardi, théâtre Tristan Bernard. Décors Juliette Azzopardi, scénographie Père Alexandre Denis et Pauline Gallot, costumes Pauline Yaoua Zurini, lumière Philippe Lacombe
  - Fric-Frac, d'Édouard Bourdet, mise en scène Michel Fau, théâtre de Paris. Décors Bernard Fau et Citronelle Dufay, costumes David Belugou, lumière Joël Fabing
  - Kanata - Épisode I - La Controverse, mise en scène Robert Lepage, théâtre du Soleil. Scénographie Ariane Sauvé, Benjamin Bottinelli, David Buizard, Martin Claude, Pascal Gallepe, Kaveh Kishipour, Étienne Lemasson, costumes Marie-Hélène Bouvet, Nathalie Thomas, Annie Tran, lumière Lucie Bazzo, Geoffroy Adragna, Lila Meynard, vidéo Pedro Pires, Étienne Frayssinet, Antoine J. Chami, Vincent Sanjivy, Thomas Lampis
  - Thyeste, de Sénèque, mise en scène Thomas Jolly, La Piccola Familia. Scénographie Thomas Jolly, Christèle Lefèbvre, costumes Sylvette Dequest, lumière Antoine Travert, vidéo Fanny Gauthier

- 2020 : La Mouche d’après George Langelaan, mise en scène Valérie Lesort et Christian Hecq. Scénographie : Audrey Vuong, costumes : Moïra Dougue, lumière : Pascal Laajili, vidéo : Antoine Roegiers, Eric Perroys, musique : Dominique Bataille, Bruno Polius, Effets spéciaux : Carole Allemant et Valérie Lesort, Théâtre des Bouffes du Nord
  - Contes et Légendes de Joël Pommerat, mise en scène Joël Pommerat. Scénographie : Éric Soyer, costumes : Isabelle Deffin, lumière : Éric Soyer, musique : Antonin Leymarie, Compagnie Louis Brouillard, Nanterre-Amandiers
  - Cirque Le Roux – La nuit du cerf de Compagnie Le Roux, mise en scène Charlotte Saliou. Scénographie : MOA, Benoît Probst, costumes: Clarisse Baudinière, lumière:  Pierre Berneron, musique: Alexandra Stréliski, Théâtre-Libre
  - Rouge de John Logan, adaptation Jean-Marie Besset, mise en scène Jérémie Lippmann. Scénographie : Jacques Gabel, costumes : Colombe Lauriot-Prévost, lumière: Joël Hourbeigt, Théâtre Montparnasse

- 2022 : Le Voyage de Gulliver
  - Les Gros patinent bien – cabaret de carton
  - Les Producteurs
  - Le Roi Lion

- 2023 : Starmania de Michel Berger et Luc Plamondon, mise en scène Thomas Jolly, chorégraphie Sidi Larbi Cherkaoui, direction musicale Victor Le Masne, décors Emmanuelle Favre, scénographie Emmanuelle Favre, costumes Nicolas Ghesquière, lumière Thomas Dechandon, vidéo Guillaume Cottet, musique Michel Berger, son Madje Malki - La Seine Musicale
  - Big Mother de Mélody Mourey, mise en scène Mélody Mourey, scénographie Olivier Prost, costumes Bérangère Roland, lumière Arthur Gauvin, vidéo Laure Cohen et Edouard Granero, musique Simon Meuret - Théâtre des Béliers parisiens
  - Le Bourgeois gentilhomme de Molière, mise en scène Christian Hecq et Valérie Lesort, chorégraphie Rémi Boissy, scénographie Éric Ruf, costumes Vanessa Sannino, lumière Pascal Laajili, musique Ivica Bogdanic et Mich Ochowiak, marionnettes Carole Allemand et Valérie Lesort - Comédie-Française
  - Smile de Dan Menasche et Nicolas Nebot, mise en scène Nicolas Nebot, scénographie Nicolas Nebot, costumes Marie Crédou, lumière Laurent Béal, musique Dominique Mattei - La Nouvelle Eve

- 2024 : Neige, scénographie et décors Emmanuelle Roy, costumes Alice Touvet, lumière Jean-Luc Chanonat
  - 40° sous zéro, scénographie Louis Arene, costumes Christian Lacroix, lumière François Menou
  - Le Cercle des poètes disparus, costumes Chouchane Abello-Tcherpachian, décors Jean-Michel Adam, lumière Denis Koransky
  - Denali, scénographie Juliette Desproges, lumière Maxime Moro

- 2025 : Le Soulier de satin de Paul Claudel, mise en scène Eric Ruf, costumes Christian Lacroix, lumière Bertrand Couderc, Comédie-Française
  - ADN de Caroline Ami et Flavie Péan, mise en scène Sébastien Azzopardi, décors Nicolas Sire ; costumes Jackie Tadeoni ; lumière Philippe Lacombe, Théâtre Michel
  - La Haine de Farid Benlagha Le Hazif et Mathieu Kassovitz, mise en scène Serge Denoncourt, Mathieu Kassovitz, décors Gabriel Coutu-Dumont, Janicke Morissette ; costumes Nicolas Vaudelet ; lumière Martin Labrecque, La Seine Musicale
  - Les Sœurs Hilton de Valérie Lesort, mise en scène Christian Hecq et Valérie Lesort, décors et costumes Vanessa Sannino ; lumière Pascal Laajili, Compagnie Point-Fixe